# Simeone II di Alessandria
Papa Simeone II (in arabo سيمون التانى‎?; VIII secolo – 830) è stato il 51º papa della Chiesa ortodossa copta, venerato come santo dalla Chiesa copta.
Era figlio di cristiani della nobiltà di Alessandria. Sin da piccolo fu coltivato alla fede cristiana e scelse la vita monastica, per cui andò nel deserto di Scete, nel monastero di San Macario dove entrò nella cella del suo predecessore Giacobbe, con cui ebbe a che fare per anni di ascesi. Quando Marco II divenne patriarca, richiese la collaborazione di Simone, che rimase fino alla morte del patriarca. Quando anche il suo padre spirituale Giacobbe salì sul trono papale, rimase con lui. Alla morte del papa, chierici e anziani lo elessero successore all'unanimità, contro la sua volontà nell'830. Rimase sul trono per cinque mesi e mezzo prima di morire il 3 Paopi 822 (830) del calendario copto.